# Cabezas de Hierro
Cabezas de Hierro är två bergstoppar i Sierra de Guadarrama (bergskedja tillhörande Sistema Central). Topparna är de näst högsta i bergskedjan: Cabeza de Hierro Mayor, 2381 m ö.h. och Cabeza de Hierro Minor, 2378 m ö.h, endast överträffade av Peñalara 2428 m ö.h. De ingår i vandringsleden La Cuerda Larga. De befinner sig emellan Manzanares el Real i söder och Rascafría i norr, i nordöstra delen av Comunidad de Madrid (Spanien).